# Auguste de Jaba
 (juillet 2025).
Si vous disposez d'ouvrages ou d'articles de référence ou si vous connaissez des sites web de qualité traitant du thème abordé ici, merci de compléter l'article en donnant les références utiles à sa vérifiabilité et en les liant à la section « Notes et références ».
Auguste de Jaba ou Auguste Zaba (en polonais August Kościesza-Żaba, en russe Жаба, francisé en Jaba ou de Jaba pour indiquer ses origines nobles)  (1801-1894) est un diplomate, orientaliste et kurdologue polonais, au service de l'empire russe.

## Biographie
Fils du porte-étendard de hussard Dominique Żaba, seigneur de Świerzno, et d'Anna Holownia, il nait à Vilnius en Lituanie le 15 août 1801. Après une carrière diplomatique au service de la Russie, il est nommé son consul général à Erzurum. 
Il termine sa vie à Smyrne, ville d'origine de sa deuxième épouse Hélène Giraud, où il décède le 3 janvier 1894. De son second mariage, il a eu une fille Marie, épouse du baron Léopold de Testa.
Il est le frère de Napoléon Félix Żaba.

## Œuvre
Ses travaux marquent l'essor de la connaissance de la langue kurde en Europe. 
En 1860, il publie un livre en français à Saint-Pétersbourg, son Recueil de Notices et de Récits kourdes - servant à la connaissance de la langue, de la littérature et des tribus du Kourdistan. 
En 1879, il publie, également à Saint-Pétersbourg, sur commande de l’Académie Impériale des Sciences de Russie, le premier dictionnaire kurde-français. Ce dictionnaire comprend 463 pages, environ 15 000 mots et utilise deux alphabets : les mots kurdes sont transcrits en alphabet arabe et leur(s) équivalent(s) français en alphabet latin. 
Sa belle collection de manuscrits orientaux se trouve aujourd'hui partagée entre le British Museum à Londres et la bibliothèque Saltykov-Chtchedrine à Saint-Pétersbourg.

## Publications
Ses deux principaux ouvrages sont :
- Recueil de notices et récits kourdes servant à la connaissance de la langue de la littérature et des tribus du Kurdistan, Saint-Pétersbourg, 1860.
- Dictionnaire kurde-français, publié par ordre de l'Académie impériale des sciences par M. Ferdinand Justi, 1879.